# Ульріх Гайзе
Ульріх Гайзе (нім. Ulrich Heyse; 27 вересня 1906, Берлін — 19 листопада 1970, Фленсбург) — німецький офіцер-підводник, корветтен-капітан крігсмаріне. Кавалер Лицарського хреста Залізного хреста.

## Біографія
1 квітня 1933 року вступив на флот. З 1936 року — 2-й вахтовий офіцер на легкому крейсері «Кельн», з 1938 року — 1-й вахтовий офіцер на ескадрених міноносці «Теодор Рідель», здійснив на ньому в 1939-40 роках 12 бойових походів. В липні 1940 переведений в підводний флот. В якості офіцера бойової підготовки здійснив 1 похід на підводному човні U-37. 12 травня 1941 року призначений командиром U-128 (Тип IX-C), на якому зробив 5 походів (провівши в морі в цілому 311 днів). Під час другого походу взяв участь в операції «Паукеншлаг» біля берегів США, потім зробив 2 походи до берегів Бразилії. Всього за час бойових дій потопив 12 кораблів загальною водотоннажністю 83 639 тонн.
| Дата              | Назва корабля         | Тип               | Тоннаж | Вантаж                                                             | Екіпаж | Загинули | Країна             | Конвой |
| ----------------- | --------------------- | ----------------- | ------ | ------------------------------------------------------------------ | ------ | -------- | ------------------ | ------ |
| 19 лютого 1942    | Pan Massachusetts     | Паровий танкер    | 8,202  | 104 000 барелів очищеної нафти, бензину, гасу та дизельного палива | 38     | 20       | США                |        |
| 22 лютого 1942    | Cities Service Empire | Паровий танкер    | 8,103  | 9400 барелів сирої нафти                                           | 50     | 14       | США                |        |
| 5 березня 1942    | O.A. Knudsen          | Тепловий танкер   | 11,007 | Бензин і мазут                                                     | 40     | 2        | Норвегія           |        |
| 13 травня 1942    | Denpark               | Торговий пароплав | 3,491  | 5000 тонн марганцевої руди                                         | 46     | 21       | Британська імперія | SL-109 |
| 8 червня 1942     | South Africa          | Тепловий танкер   | 9,234  | 9614 тонни очищеного масла і 4146 тонн дизельного палива           | 42     | 6        | Норвегія           |        |
| 21 червня 1942    | West Ira              | Торговий пароплав | 5,681  | 6418 тонн генеральних вантажів                                     | 49     | 1        | США                |        |
| 23 червня 1942    | Andrea Brøvig         | Тепловий танкер   | 10,173 | 14000 тонн нафти                                                   | 40     | 0        | Норвегія           |        |
| 27 червня 1942    | Polybius              | Торговий пароплав | 7,041  | 7671 тонна марганцевої руди і генеральних вантажів                 | 44     | 10       | США                |        |
| 8 листопада 1942  | Maloja                | Торговий теплохід | 6,400  | 1020 тонн вугілля і 87 літаків                                     | 41     | 2        | Норвегія           | ON-138 |
| 10 листопада 1942 | Cerinthus             | Паровий танкер    | 3,878  | Баласт                                                             | 40     | 20       | Британська імперія | ON-141 |
| 10 листопада 1942 | Start Point           | Торговий пароплав | 5,293  | 6280 тонн вугілля                                                  | 47     | 2        | Британська імперія | ON-141 |
| 5 грудня 1942     | Teesbank              | Торговий теплохід | 5,136  | Баласт                                                             | 62     | 1        | Британська імперія |        |

28 лютого 1943 року переведений в підводну навчальну дивізію викладачем. В березні-травні 1945 року командував 32-ю флотилією підводних човнів.

## Звання
- Кандидат в офіцери (1 квітня 1933)
- Фенріх-цур-зее (1 січня 1934)
- Оберфенріх-цур-зее (1 вересня 1935)
- Лейтенант-цур-зее (1 січня 1936)
- Оберлейтенант-цур-зее (1 жовтня 1937)
- Капітан-лейтенант (1 квітня 1939)
- Корветтен-капітан (1 квітня 1943)

## Нагороди
- Медаль «За вислугу років у Вермахті» 4-го класу (4 роки; 4 жовтня 1937)
- Залізний хрест
  - 2-го класу (11 лютого 1940)
  - 1-го класу (24 березня 1942)
- Нагрудний знак есмінця (19 жовтня 1940)
- Нагрудний знак підводника (24 березня 1942)
- Лицарський хрест Залізного хреста (21 січня 1943)